# Los Córdobas
Los Córdobas là một khu tự quản thuộc tỉnh Córdoba, Colombia. Thủ phủ của khu tự quản Los Córdobas đóng tại Los Córdobas Khu tự quản Los Córdobas có diện tích 430 ki lô mét vuông. Đến thời điểm ngày 28 tháng 5 năm 2005, khu tự quản Los Córdobas có dân số 9685 người.